# Баккал Семен Абрамович
Бакка́л Семен Абрамович (12 (24) березня 1888 , Бахчисарай, Таврійська губернія  — 24 лютого 1964 , Одеса ) — український радянський лікар-хірург, караїм.
Доктор медичних наук (1939), професор (1946).

## Біографія
Народився 1888 року в Бахчисараї в караїмській родині. Закінчив Новоросійський університет в Одесі (1914).
Працював військовим лікарем (1914–20). Під час Першої світової війни служив завряд-лікарем 1-го розряду на посаді ординатора 2-го польового рухомого шпиталю 14-ї піхотної дивізії. Під час Перших визвольних змагань у 1918—1921 роках — військовий лікар РККА, завідувач лабораторії 1-го інфекційного госпіталю.
В Одеськом медичному інституті: 1921–41 — ординатор, асистент хірургічної клініки, завідувач кафедри загальної хірургії (1948–51), завідувач кафедри хірургії дитячого віку (1951–53). Під керівництвом помічника Баккала свої перші наукові роботи виконував відомий у майбутньому хірург Є. А. Вагнер. В 1937 захистив докторську дисертацію з медицини на тему «Застосування анілінових фарб діамантової та малахітової зелені як дезінфікуючих засобів у хірургії». Вчений ступінь доктора медичних наук присуджено 1939 року.
22 червня 1941 року Ворошилівським райвійськкоматом Одеси призваний до діючої армії. Служив у званні військового лікаря 2-го рангу головним хірургом, помічником начальника польового рухомого госпіталю № 576 Південного фронту з медичної частини. Служив у Сталінграді, а з 25 червня 1942 року — в евакогоспіталі № 3667 у Ташкенті. У 1943–44 — професор факультету хірургічної клініки Казахського медичного інституту (Алмати).
Повернувся до Одеси 1944 року, продовжував працювати в інституті. Від 1953 — на пенсії.
Дружина — Ганна Захарівна Баккал, уроджена Седенко, під час Другої світової війни працювала разом із чоловіком у шпиталях та в тилу як операційна медична сестра.
Проживав у Одесі за адресою вул. Островідова, 41.
Помер 24 лютого 1964 року в Одесі, похований на Третьому єврейському цвинтарі.
Наукові праці присвячені використанню анілінових фарб як дезифікаційних засобів, тканинної терапії за методом В. Філатова при спонтанній гангрені, післяопікових стриктурах стравоходу тощо.

## Наукова діяльність
Автор понад 20 наукових праць.
- К вопросу о лечении пендинской язвы бриллиантовой зеленью // Новый хирург. арх. 1931. Т. 25, кн. 1 (співавтор)
- Стерильный малахитовый кетгут и шелк. О., 1932
- Стерилизация рук баккалином // ВХ. 1939. Т. 57
- Опыт тканевой терапии больных эпилепсией по методу академика Филатова // Хирургия. 1948. № 3
- Лечение самопроизвольной гангрены тканевой терапией по методу академік В. П. Филатова // Хирургия. 1949. № 9 (співавтор);
- Лечение стриктур пищевода после ожогов кислотами и щелочами тканевой терапией по методу В. Филатова // Хирургия. 1951. № 7.

Ім'я хірурга в медицині носить так званий спосіб Баккала:
- спосіб обробки операційного поля: змащування шкіри 1 % спиртовим розчином діамантової зелені;
- спосіб обробки рук хірурга: змащування рук протягом двох хвилин «баккаліном» (суміш хінозолу з 2 % спиртовим розчином діамантової зелені);
- спосіб стерилізації кетгуту: витримування кетгуту протягом трьох діб в 1 % спиртовому розчині малахітової зелені з подальшим зберіганням в спирті.